# Alpha1 Capricorni
Alpha 1 Capricorni, được Latin hóa từ α 1 Capricorni, là một ngôi sao đôi trong chòm sao Ma Kết (Capricornus) phía nam. Nó cũng có tên sao truyền thống là Prima Giedi hoặc Algiedi Prima. Nó cách Trái đất khoảng 690 năm ánh sáng. Sao này tách ra khỏi Alpha2 Capricorni sáng hơn, một khoảng cách 0,11° trên bầu trời và có thể quan sát được bằng mắt thường, tương tự như Mizar và Alcor.
α 1 Capricorni có ba sao đồng hành mờ nhạt trong vòng một phút cung trên bầu trời. Điểm sáng nhất trong số này là cường độ thứ 10 và trên cơ sở này, nó thường được coi là một ngôi sao đôi. Sự phân tách của các ngôi sao đang tăng lên nhanh chóng do chuyển động thích hợp cao của ngôi sao chính. Vệ tinh Hipparcos cũng phát hiện ra một sao đồng hành rất gần mới, cách xa 0,6 và mờ hơn bốn cường độ.
Ngôi sao chính là siêu sao G3 màu vàng với cấp sao biểu kiến là +4.3. Ngôi sao này có khối lượng gấp 5,3 lần Mặt trời và đang tỏa ra khoảng 1.047 lần độ sáng của Mặt Trời.

## Trong văn hóa đại chúng
Tên Giedi Prime được sử dụng cho một hành tinh hư cấu trong tác phẩm khoa học viễn tưởng tiểu thuyết Dune của Frank Herbert năm 1965. Giedi Prime này là một hành tinh của ngôi sao 36 Ophiuchi B, và là thế giới quê hương của nhân vật phản diện House Harkonnen.